# Odznaka Honorowa Krzyż Pamięci Szlaku Nadziei
Odznaka Honorowa Krzyż Pamięci Szlaku Nadziei – polskie odznaczenie niepaństwowe ustanowione 3 stycznia 2022 w 80. rocznicę obecności żołnierzy Armii gen. Władysława Andersa i polskiej ludności cywilnej w Uzbekistanie, nadawany przez największą w Uzbekistanie organizację Polonijną Centrum Kultury Polskiej „Świetlica Polska” w Taszkencie.

## Zasady nadawania
Odznaka Honorowa „Krzyż Pamięci Szlaku Nadziei” nadawana jest obywatelom Rzeczypospolitej Polskiej i cudzoziemcom oraz organizacjom lub instytucjom w kraju i za granicą jako dowód wdzięczności, oraz wyraz szacunku dla osób, które położyły szczególne zasługi na rzecz zachowania pamięci historycznej o polskiej obecności w Uzbekistanie, w szczególności poprzez działania na rzecz:
- kultywowania pamięci o obecności żołnierzy Armii gen. Władysława Andersa i polskiej ludności cywilnej w Uzbekistanie w 1942,
- identyfikacji i upamiętnienia oraz opiekę nad Polskimi Cmentarzami Wojennymi na terytorium Uzbekistanu,
- zachowania tożsamości narodowej polskiej diaspory w Uzbekistanie,
- wzmacniania więzi pomiędzy Polonią w Uzbekistanie i Rzecząpospolitą Polską,
- budowania pozytywnego wizerunku Polski i Polaków w Uzbekistanie.

Nadanie Odznaki Honorowej „Krzyż Pamięci Szlaku Nadziei” potwierdza się legitymacją, wręczaną łącznie z odznaczeniem. Odznakę Honorową „Krzyż Pamięci Szlaku Nadziei” nosi się zawieszony na wstążce na lewej piersi, po orderach i odznaczeniach państwowych.

## Opis
Odznaka Honorowa „Krzyż Pamięci Szlaku Nadziei” ma kształt krzyża równoramiennego wielkości 40 mm, z ramionami poszerzonymi na końcach. Wykonana jest z metalu pokrytego ciemnozieloną emalią ze srebrzystym paskiem poprowadzonym przez środek. Na awersie w centralnej części krzyża umieszczono płaskorzeźbę stylizowany wizerunek Orła Białego i napis KRZYŻ PAMIĘCI SZLAKU NADZIEI oraz daty 1942 – 2022. Na rewersie wybito napis POLACY W UZBEKISTANIE. „Krzyż Pamięci Szlaku Nadziei” zawieszony jest na wstędze o długości 7 cm i szerokości 3,5 cm, koloru szarego z dwoma pasami koloru czerwonego o szerokości 0,5 mm każdy. Baretkę odznaki sporządza się ze wstążki „Krzyża Pamięci Szlaku Nadziei”.

## Odznaczeni
Odznakę Honorową „Krzyż Pamięci Szlaku Nadziei” otrzymali m.in.:
- Zbigniew Rau – minister spraw zagranicznych RP (2022)[1]
- płk Maciej Zając – attaché wojskowy przy Ambasadzie RP w Taszkencie (2022)[2]
- Krzysztof Zanussi – Reżyser filmowy i scenarzysta (2022)[3]
- Karol Nawrocki – Prezes IPN (2022)[4]
- Anna Maria Anders – Polityk, Ambasador Rzeczypospolitej Polskiej we Włoszech (2022)[5]
- Michaił Kostecki – działacz polonijny (2022)[5]
- Grzegorz Berendt – historyk, dyrektor Muzeum II Wojny Światowej w Gdańsku (2023)[6]
- Wojciech Śleszyński – profesor historii i politolog, dyrektor Muzeum Pamięci Sybiru (2023)[6]
- Radosław Gruk – dyplomata (2023)[7]